# Global Forest Watch
Global Forest Watch (GFW) és una lloc web de codi obert per a supervisar els boscos globals gairebé en temps real. GFW és una iniciativa del World Resources Institute (WRI), amb socis com Google, United States Agency for International Development, Universitat de Maryland, Esri, Vizzuality i d'altres organitzacions públiques i privades.

## Història
Global Forest Watch va ser creat l'any 1997 com una iniciativa per a establir una xarxa mundial de seguiment forestal. La iniciativa es va reformular el 2013 amb dades del Centre per al Desenvolupament Global derivades del sensor MODIS de la NASA, amb capes addicionals afegides d'Imazon. La segona recreació de GFW es va publicar el febrer de 2014 i continua afegint informació a diverses escales de temps i resolucions espacials per a fer un seguiment del fenomen de la desforestació. Les subpàgines GFW Commodities i GFW Fires es van publicar posteriorment.
GFW va aportar dades i anàlisis rellevants per a informar sobre la crisi de contaminació atmosfèrica del sud-est asiàtic de 2015, incloent la revelació que aproximadament el 35% dels incendis a Indonèsia es van produir en concessions agrícoles. Aquest informe vinculava els incendis forestals a empreses concretes.
La plataforma GFW s'ha utilitzat en diverses aplicacions. Les dades del canvi forestal s'han utilitzat per a mesurar les taxes de desforestació global i per a detectar i controlar l'activitat il·legal de la indústria fustera, principalment a Indonèsia. Les empreses multinacionals utilitzen la plataforma GFW per a fer un seguiment de la seva cadena de subministrament, suposadament assegurant-se que compleixen els compromisos de «no desforestació».